# Право на студентски кредит
Право на студентски кредит једно је од Законом о ученичком и студентском стандарду којим је регулисано право студента у Републици Србији. Ближе услове, критеријуме за утврђивање редоследа, начин остваривања права на студентски кредит и начин вођења евиденције о одобреним кредитима, прописује надлежни министар.

## Опште информације
Право на кредит
Право на студентски кредит има студент који испуњава опште услове из Законом о ученичком и студентском стандарду у Републици Србији,  који је први пут уписан у зимски семестар студија и који има пребивалиште на територији Републике Србије.
На кредит нема право студент који је право на студентски кредит остварио у складу са одлуком надлежног органа јединице локалне самоуправе.
Студент за кога се утврди да је злоупотребом остварио право на студентски кредит - трајно губи право на студентски кредит.
Висина кредита
Висину студентског кредита утврђује министар просвете за сваку школску годину у месечном
новчаном износу најмање у висини учешћа студента у цени смештаја и исхране, увећаним
за 20%.
Услови за добијања кредита
Министарство просвете расписује конкурс за доделу студентског кредита најкасније три месеца пре почетка школске године, а редослед кандидата утврђује се на основу успеха оствареног у претходном школовању и социјално-економског статуса породице.
Студент коме је након расписаног конкурса додељен кредит  закључује уговор о кредиту са Министарством, којим се ближе уређују права и обавезе у вези са коришћењем и отплатом
кредита.
Обавезе студента везане за враћање кредита
Студент има обавезу отплате кредита са законском каматом, у складу са законом. Крајњи рок за отплату кредита не може да буде дужи од двоструког времена коришћења кредита.
Студент почиње са отплатом кредита најкасније 18 месеци по истеку времена за окончање студија на високошколској установи утврђеног статутом високошколске установе, уколико није раније засновао радни однос.
Стимулација
Корисника студентског кредита који је током студија постигао просечну оцену најмање 8,50 и није губио ниједну годину, Министарство ослобађа обавезе отплате кредита.